# Kyle Naughton
Kyle Naughton, född 17 november 1988 i Sheffield, är en engelsk fotbollsspelare (ytterback) som spelar för walesiska Swansea City.

## Karriär
Naughton värvades från Sheffield United till Tottenham Hotspur den 21 juli 2009. Han var under sin tid i Tottenham utlånad till Middlesbrough, Leicester City och Norwich City.
Den 22 januari 2015 värvades Naughton av Swansea City.